# Samuel Cornette Collins
Samuel Cornette Collins, ameriški fizik in izumitelj, * 28. september 1898, Kentucky, † 19. junij 1984, Washington, D.C..
Collins je izumil je prvi množično proizvajani utekočinjevalnik helija.

## Nagrade
- Rumfordova nagrada (1965)